# Ruščica
Ruščica (Rušćica) je selo u Brodsko-posavskoj županiji, u općini Klakaru.

## Zemljopisni položaj
Nalazi se 2km istočno od Broda, uz prometnicu koja prolazi kroz sela na savskom nasipu, popularno zvana Savska magistrala, koja ide južno od autoceste Bregana-Lipovac, na 45°15' sjeverne zemljopisne širine i 18°08' istočne zemljopisne dužine.

## Povijest mjesta
Naselje se spominje u vrijeme turskih osvajanja, kada su postojala dva naselja, Gornja i Donja Ruščica. Gornja Ruščica se nalazila 2 km istočnije od današnjeg sela, na području zvanom Jelas, dok se Donja Ruščica nalazila na obali rijeke Save, dijelom na području današnjeg sela prema jugu, prema selu Gornjoj Bebrini. Poznato je iz kronike Franjevačkog samostana u Slavonskom Brodu kako je stanovništvo Gornje Ruščice bilo katoličko, dok je u Donjoj Ruščici zabilježen veliki broj pravoslavnih vjernika. Oslobađanjem Slavonije, prostor dvaju sela biva uključen u Vojnu krajinu, te se pravoslavno stanovništvo sela Donje Ruščice većim dijelom iseljava u Bosnu, u susjedna sela Liješće i Poloj, dok manji broj ostaje i prelazi na katoličanstvo. Proglasom carice Marije Terezije dva sela bivaju ujedinjena u jedno selo, selo Ruščicu, koje biva preseljeno i ušoreno uz cestu uz rijeku Savu. Do 1780-ih brigu o katolicima u Ruščici vodili su franjevci iz Broda, a nakon toga zajedno s Brodom ulazi u sastav Đakovačke i Srijemske biskupije. 1790. godine osnutkom župe sv. Stjepana kralja u Brodu na Savi, selo Ruščica ulazi u sastav ove župe pri kojoj ostaje sve do osamostaljenja župe Rođenja BDM 1964. godine, u koju ulaze selo Ruščica, kao župno mjesto i selo Gornja Vrba, kao filijala. Raspadom Austro-Ugarske, selo postaje dijelom kotara Broda na Savi. Velik narodni osjećaj nije obišao ni selo Ruščicu, koje postaje dijelom otpora velikosrpskoj politici Kraljevine Jugoslavije. Veliki otpor rezultirao je Vrbsko-ruščičkim žrtvama iz 1935. godine, kada je nekolicina mještana sela Ruščice, zajedno s mještanima Gornje Vrbe, bilo ubijeno od strane kraljevske žandarmerije na putu za Slavonski Brod. od 1941. do 1945. selo biva u sastavu Nezavisne Države Hrvatske i dijelom općine Klakara (do 1947. godine). Nakon rata, i sve do 1993. selo je u sastavu općine Slavonski Brod, kada ponovnom uspostavom općine Klakara ulazi u sastav navedene općine. Velik doprinos selo je dalo i u vrijeme Domovinskog rata, o čemu svjedoči i spomenik poginulim braniteljima u središtu sela.
U njemu se nalazi poštanski ured broj 35208.
U Ruščici je i katastarska općina, a ovo selo ima i svoj zoološki vrt.
U selu djeluju nogometni klub Posavac, KUD "Vez" Ruščica i Šahovski klub.
Od manifestacija u selu poznato je Pokladno jahanje, koje se događa pod vodstvom Konjogojske udruge "Lipicanac" iz Ruščice, svake godine na pokladnu nedjelju. 

## Stanovništvo
Prema popisu stanovništva iz 2011. godine Rušćica je imala 1135 stanovnika. 
| broj stanovnika | 522   | 449   | 378   | 373   | 411   | 447   | 410   | 458   | 534   | 571   | 711   | 811   | 937   | 1002  | 1145  | 1135  | 1006  |
|                 | 1857. | 1869. | 1880. | 1890. | 1900. | 1910. | 1921. | 1931. | 1948. | 1953. | 1961. | 1971. | 1981. | 1991. | 2001. | 2011. | 2021. |

## Šport
U selu djeluje NK Posavac, nogometni klub. U suradnji s klub0m, svake godine održava se i Memorijalni spomen turnir Zvonko Mikolčević od 1991., u čast prvog poginulog branitelja iz sela Ruščice. 
 
U selu također djeluje i šahovski klub "Ruscica".

## Galerija
- Crkva u Ruščici
- Spomenik poginulim braniteljima u Ruščici

## Vanjske poveznice
- Zoološki u Ruščici Članak u "Vjesniku"